# Victorine Meurent
Victorine Louise Meurent (1844-1927) foi uma pintora francesa, notável por ter sido uma modelo bastante retratada em quadros célebres do período impressionista, em especial por ter sido a modelo predileta de Édouard Manet, a quem conheceu no ano de 1862 e para quem posou ao longo dos 13 anos seguintes.

## Biografia
A vida de Victorine Meurent é conhecida graças à fama que Victorine recebeu por sua ligação com o pintor Manet e pelos quadros que se sucederam a partir dessa ligação, ainda que por vezes enfrentando o desprezo público e acusações da imprensa, uma vez que a nudez retratada pela arte moderna não era aceita da mesma forma que a nudez de alegorias e figuras mitológicas, típicas nos quadros dos "grandes mestres". Manet teria ficado impressionado com sua "aparência original e distinta", de acordo com relatos do amigo do pintor, Theodore Duret.
Ao longo dos anos em que posou para Manet, Victorine chegou a viajar à América, mas regressou no ano de 1873, quando foi retratada mais uma vez pelo pintor francês. Após a morte de Manet, Victorine chegou a pedir dinheiro para a viúva do pintor por meio de uma carta, alegando que ele lhe havia prometido uma ajuda financeira quando os quadros fossem vendidos. Após seu longo período posando como modelo para diversos pintores, sabe-se apenas que Victorine teve problemas com a bebida e que acabou caindo na obscuridade. Enquanto pintora, chegou a expor alguns de seus quadros no Salão de 1876, mesmo ano em que Manet foi recusado.

## Quadros com a Modelo

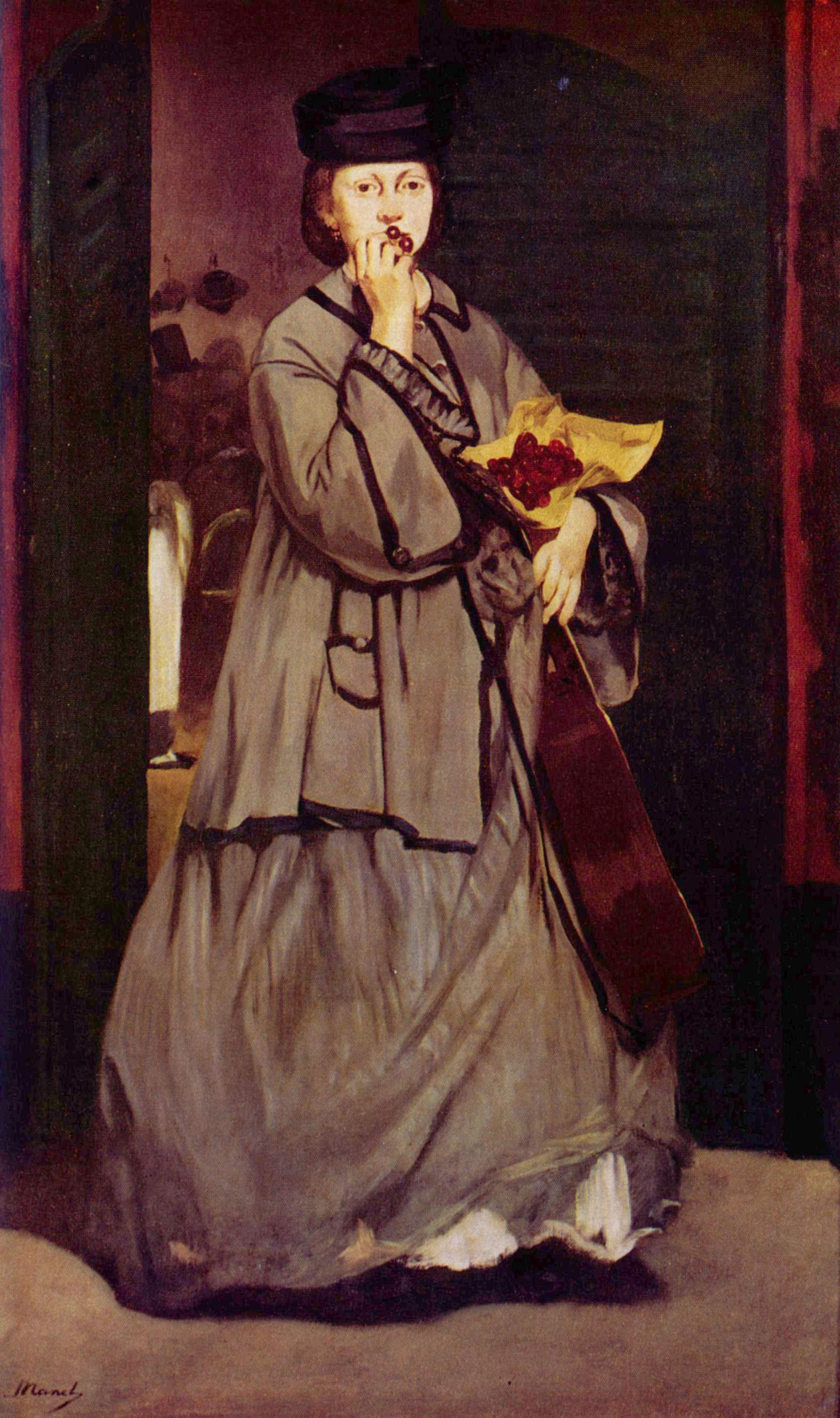
Street Singer, Museum of Fine Arts, em Boston 1862, quando Victorine tinha então 18 anos.
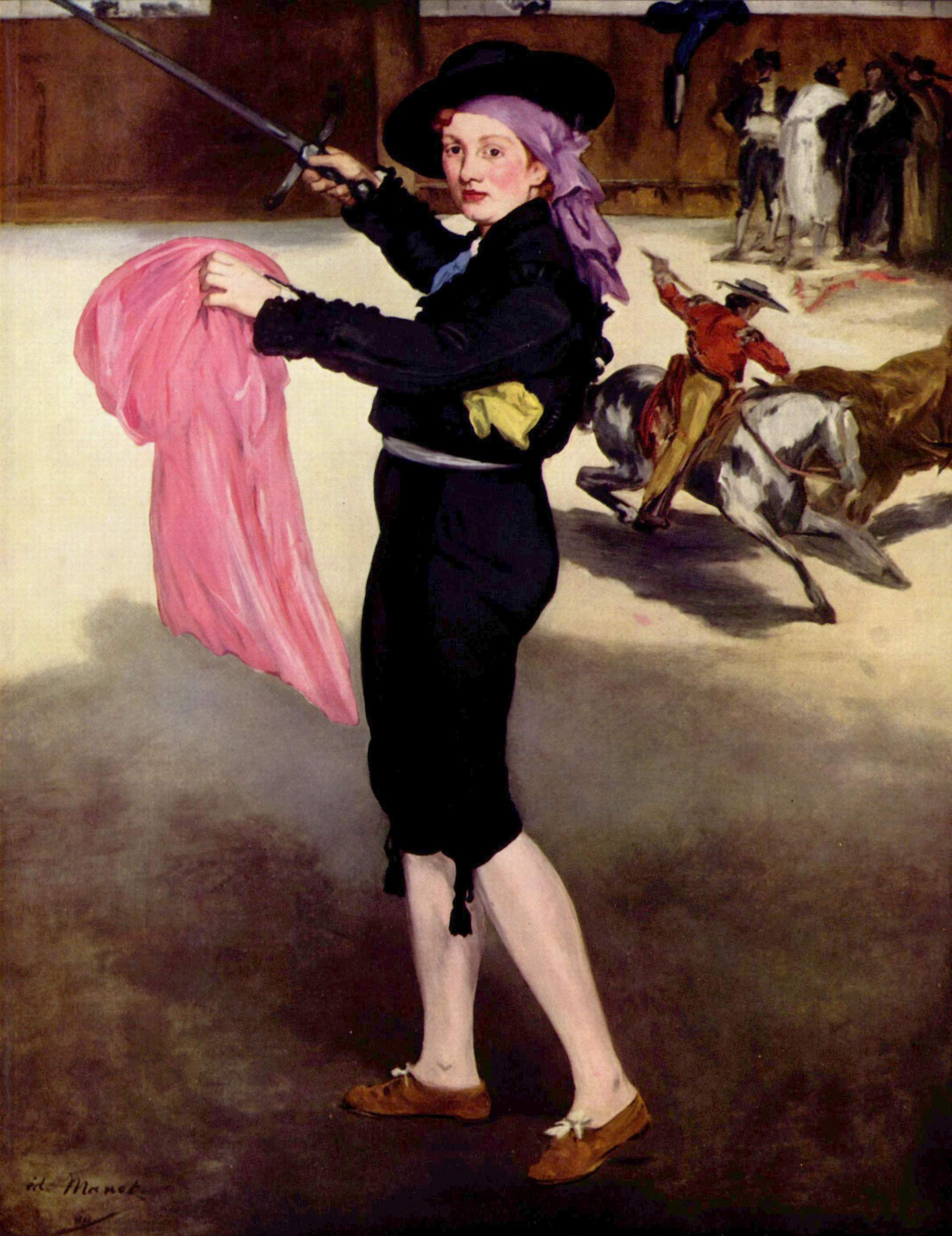
Mlle. Victorine in the Costume of a Matador, Metropolitan Museum of Art, 1862
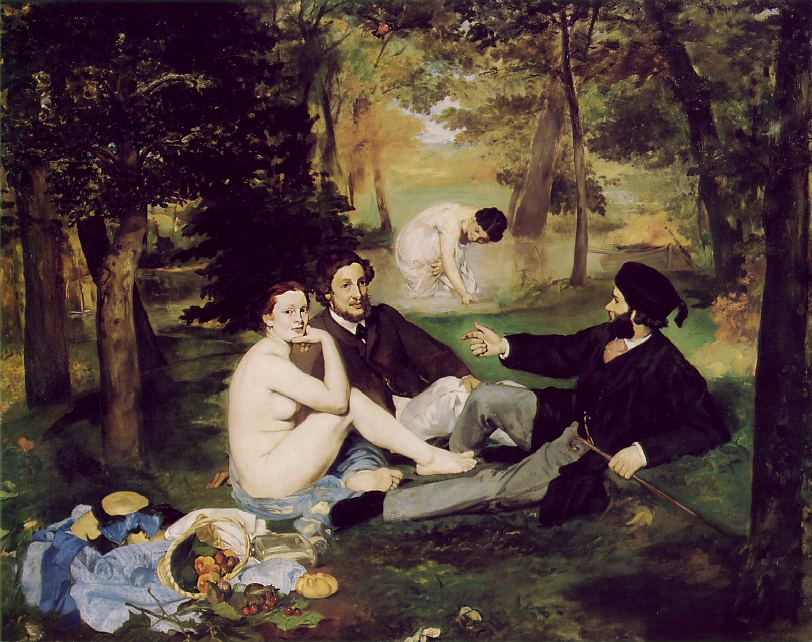
Le Déjeuner sur l'Herbe Musée d'Orsay, 1862-1863
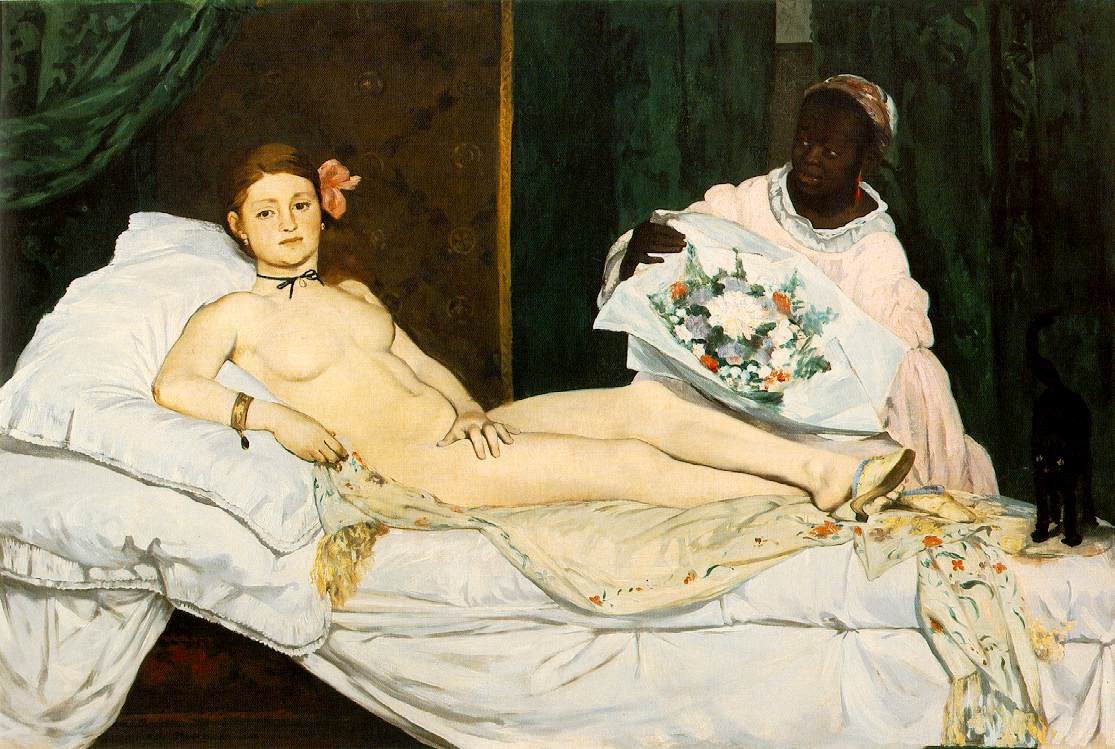
Olympia Musée d'Orsay 1863
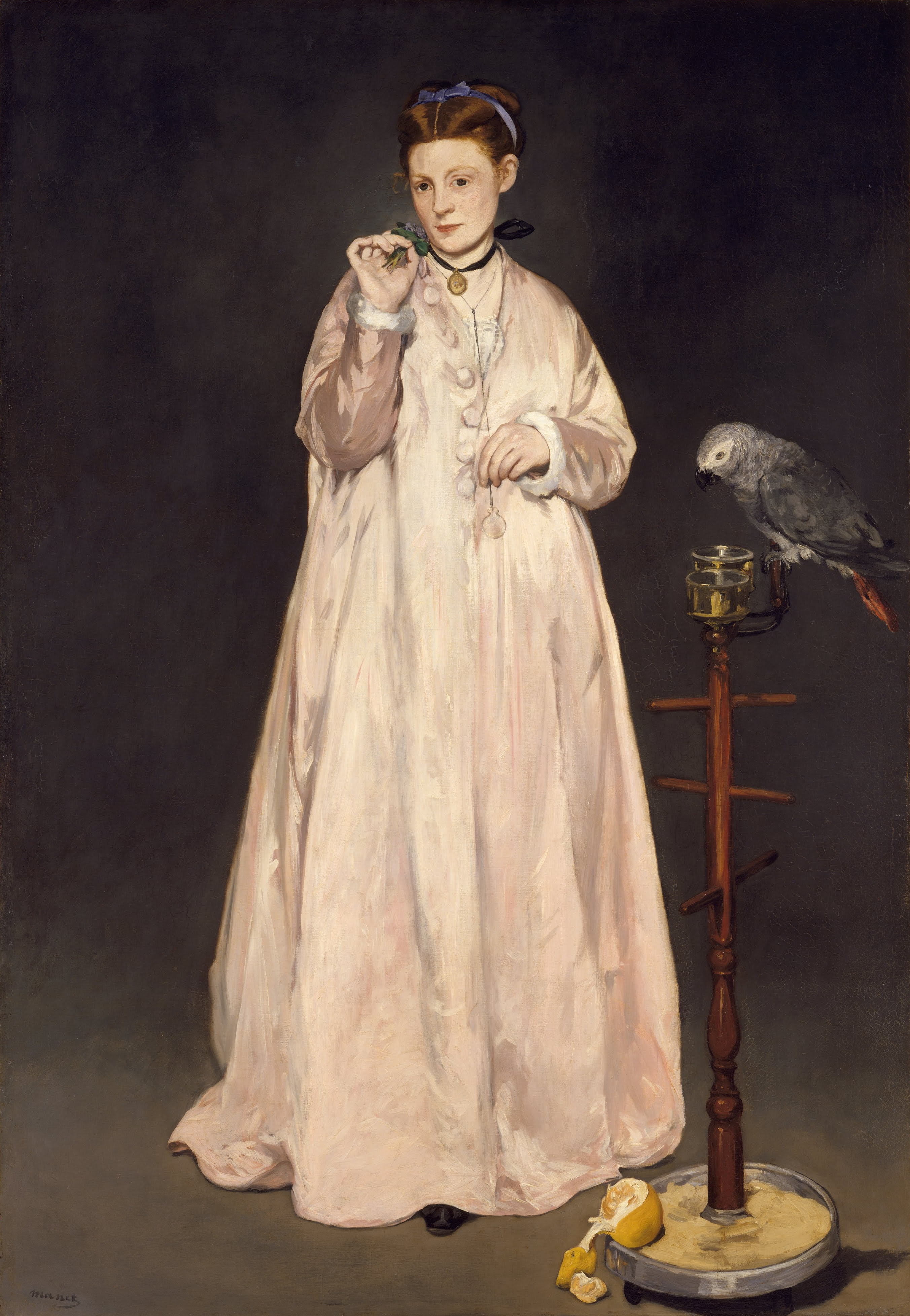
Woman with Parrot Metropolitan Museum of Art, 1866

## Bibliografia

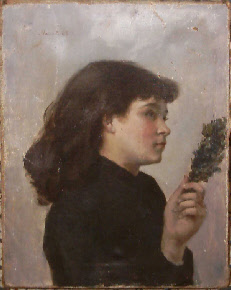
Única obra reconhecida de autoria de Victorine Meurent.